# محمد الشیخ
محمد الشیخ (عربی: محمد الشيخ بن هو محمد بن عبد الرحمن بن علي بن مخلوف بن زيدان؛ ۱۴۹۰/۱۴۹۱ – ۲۳ اکتبر ۱۵۵۷) سلطان سعدیان مراکش از سال ۱۵۴۹ تا ۱۵۵۷ بود.